# 伶站瑶族乡
伶站瑶族乡是中华人民共和国广西壮族自治区百色市凌云县下辖的一个民族乡。

## 行政区划
伶站瑶族乡下辖以下村级行政区划单位：
伶兴村、袍亭村、均亭村、平兰村、那留村、九民村、陶化村、浩坤村和初化村。